# Оркестр почесної варти президентського полку (Україна)
Оркестр Почесної варти окремої Президентської Бригади ім.гетьмана Богдана Хмельницького  — військовий оркестр окремої Президентської бригади, колектив військових музикантів, призначений для спільного виконання музичних творів у військовому підрозділі Збройних сил України.
Оркестр Почесної варти призначений для музичного забезпечення зустрічей та проводів Президента України, Голови Верховної Ради України, Прем'єр-Міністра України, Міністра оборони України, Президентів, Міністрів оборони та офіційних осіб з делегаціями іноземних держав, проведення військових церемоніалів, ритуалів покладання вінків до пам'ятників і могил воїнів, парадів військ, віддання військових почестей у складі почесного ескорту для поховання військовослужбовців та осіб, котрі мають видатні заслуги перед державою.
Є одним з кращих музичних колективів України

## Історія
10 березня 1992 р. була сформована 101 окрема бригада охорони (в/ч А0139 м. Київ), у штаті якої було передбачено й сформовано оркестр Почесної варти Міністерства оборони України чисельністю 67 військовослужбовців.
30 квітня 1999 р. оркестр Почесної варти Міністерства оборони України дислокований у 101-й бригаді в м. Києві був підпорядкований начальнику військово-оркестрової служби, Головному військовому диригенту Збройних Сил України.
27 січня 2000 р. оркестр Почесної варти Міністерства оборони України було розформовано та передано до складу 2 окремого полку спеціального призначення Міністерства оборони України.
17 липня 2000 р. було сформовано оркестр Почесної варти Міністерства оборони України в м. Києві, з тої ж чисельності 67 військовослужбовців, але вже з дислокацією в 1-му окремому Київському полку спеціального призначення Міністерства оборони України в м. Києві, підпорядковано командирові 1 окремого Київського полку спеціального призначення Міністерства оборони України, а з питань професійної підготовки — начальникові військово-оркестрової служби, Головному диригентові Збройних Сил України.
28 серпня 2003 р. згаданий оркестр було розформовано. Особовий склад оркестру переведено в Окремий полк Президента України (в/ч А0222) у повному складі.
Від 23 грудня 2015 р. до січня 2016 р. тривало об'єднання оркестру почесної варти з оркестром військової частини А0222.

## Організатори
Організаторами оркестру були:
- Григор'єв Геннадій Миколайович[2];

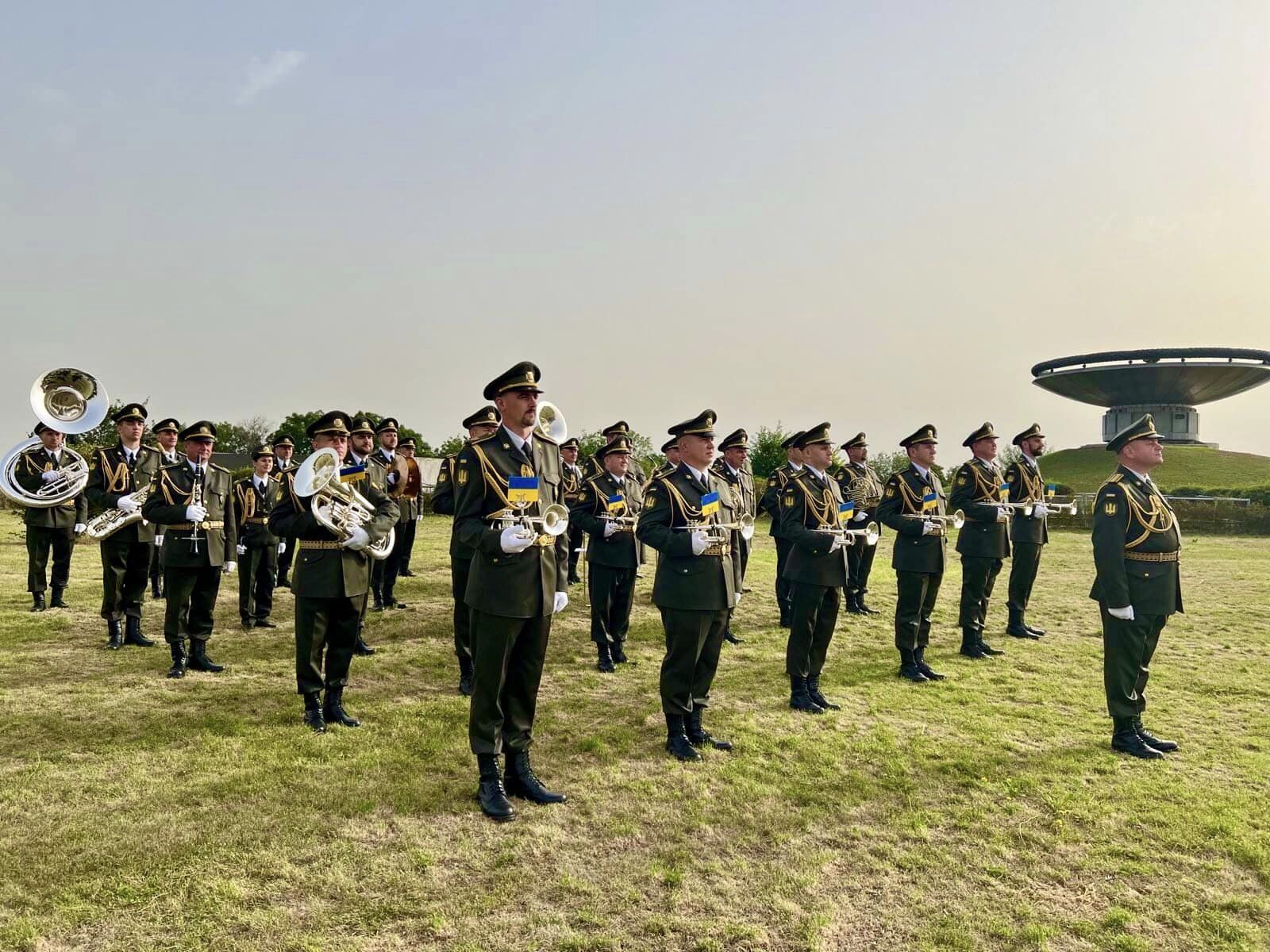
Оркестр Почесної варти Окремої Президентської Бригади ім.гетьмана Богдана Хмельницького

- генерал-майор Деркач Володимир Федорович[2];
- перший начальник оркестру полковник Москаленко Іван Степанович.

## Диригенти оркестру

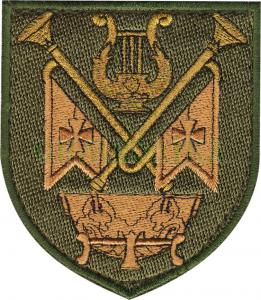
Нарукавний знак військових диригентів і музикантів

Хронологія обіймання посади військового диригента оркестру:
- полковник АНТОНЮК Дмитро Жанович (начальник Ансамблю пісні і танцю Збройних Сил України)[2],
- підполковник СКІБАЛО Олег Миколайович[2],
- майор КУЗЬМЕНКО Володимир Іванович.
- майор СОЧКОВ Євген Олександрович
- лейтенант ДОСЯК Володимир Дмитрович

## Начальники оркестру - художні керівники
Хронологія обіймання посади начальника оркестру:
- полковник МОСКАЛЕНКО Іван Степанович[2];
- полковник МАТВІЙЧУК Володимир Петрович[4]
- підполковник РЯБОКОНЬ Михайло Вікторович (від 2000 р.)[2].
- підполковник ВЕЛІГОРСЬКИЙ Роман Олексійович (від 2023р.)

## Склад оркестру

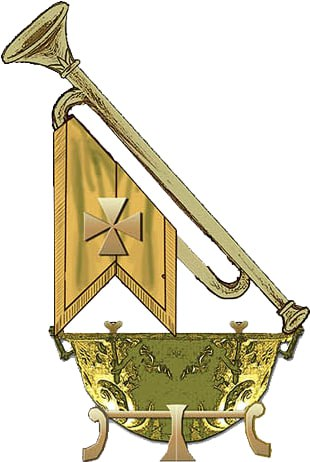
Знак на комір військових диригентів та музикантів оркестру Почесної варти

Нині в ньому проходять службу та працюють майже 100 осіб. На базі оркестру існують:
- диксиленд "Weekend band" (створений в жовтні 2017 р.);
- група ударних інструментів "Клейноди" (керівник Олександр СЕЛЕЗНЬОВ).
- бігбенд (керівник Заступник начальника оркестру - військовий диригент майор Євген СОЧКОВ).
- ансамбль кларнетистів "ClariDrum" (керівник Віталій КУЗЬМЕНКО).
- кавер бенд "Well Band" (керівник Андрій УСКОВ).
- СОЛІСТИ ОРКЕСТРУ ПОЧЕСНОЇ ВАРТИ:
- Народний артист України Юрій ТЕРТИЧНИЙ - акордеон.
- Артист - вокаліст Олег ПРИСНЯК
- Артист - вокаліст Олена ГОЛОДНЮК
- Артист - вокаліст Анна КІЛЬЧЕНКО
- Артист - вокаліст Юлія КРЕНЬКО
- Артист - вокаліст Марія ГОРОБЦОВА
- музикант,поет,волонтер Олександр КЛЕЦ
- Аранжувальник Віталій ФІЗЕР
- КРАЩІ МУЗИКАНТИ КОЛЕКТИВУ:Роман ШЕВЧЕНКО, Садрі ДЖЕЛІЛОВ, Віталій КУЗЬМЕНКО, Олександр СЕЛЕЗНЬОВ, Сергій РЕПЧИНСЬКИЙ, Андрій УСКОВ, Володимир НЕКРАСОВ, Геннадій БЕНЬ, Назар ЧЕРНЕНКО, Олександр КУТЬЄВ, Мирослав ГРИЩЕНКО, Олександр ХОМИК.

## Діяльність оркестру
Цей оркестр від 1992 р. провів багато заходів на державному рівні, серед них — зустрічі Президентів, Прем'єр Міністрів, Міністрів оборони, начальників Генеральних штабів іноземних держав. Щорічно проводяться заходи за планом Адміністрації Президента України, Міністра оборони України, начальника Генерального штабу Збройних Сил України та заходи пов'язані з покладанням вінків, похованням військовослужбовців.
Оркестр виступав перед громадянами міст Києва, Дніпра, Чернівців, Харкова та інших міст України, брав участь у міжнародних фестивалях військових оркестрів у Нідерландах у 1993 р. та Чехії в 1998 р., а також бере участь у Всеукраїнських фестивалях військових духових оркестрів.
У 2023 році оркестр Почесної варти разом з сучасними артистами Української сцени брав участь у проєкті UBRAVE.
Цей оркестр має досвід виконання Державних Славнів всіх країн світу та різноманітних військових маршів на найвищому Державному рівні.

### Участь у війні на сході України
Оркестр неодноразово виступав перед особовим складом частин та підрозділів, які відряджалися до зони АТО. Вокалісти були залучені до виїзних музичних бригад, давали концерти близько передової військового конфлікту для військовиків ЗСУ та мирного місцевого населення східних областей України.

## Галерея

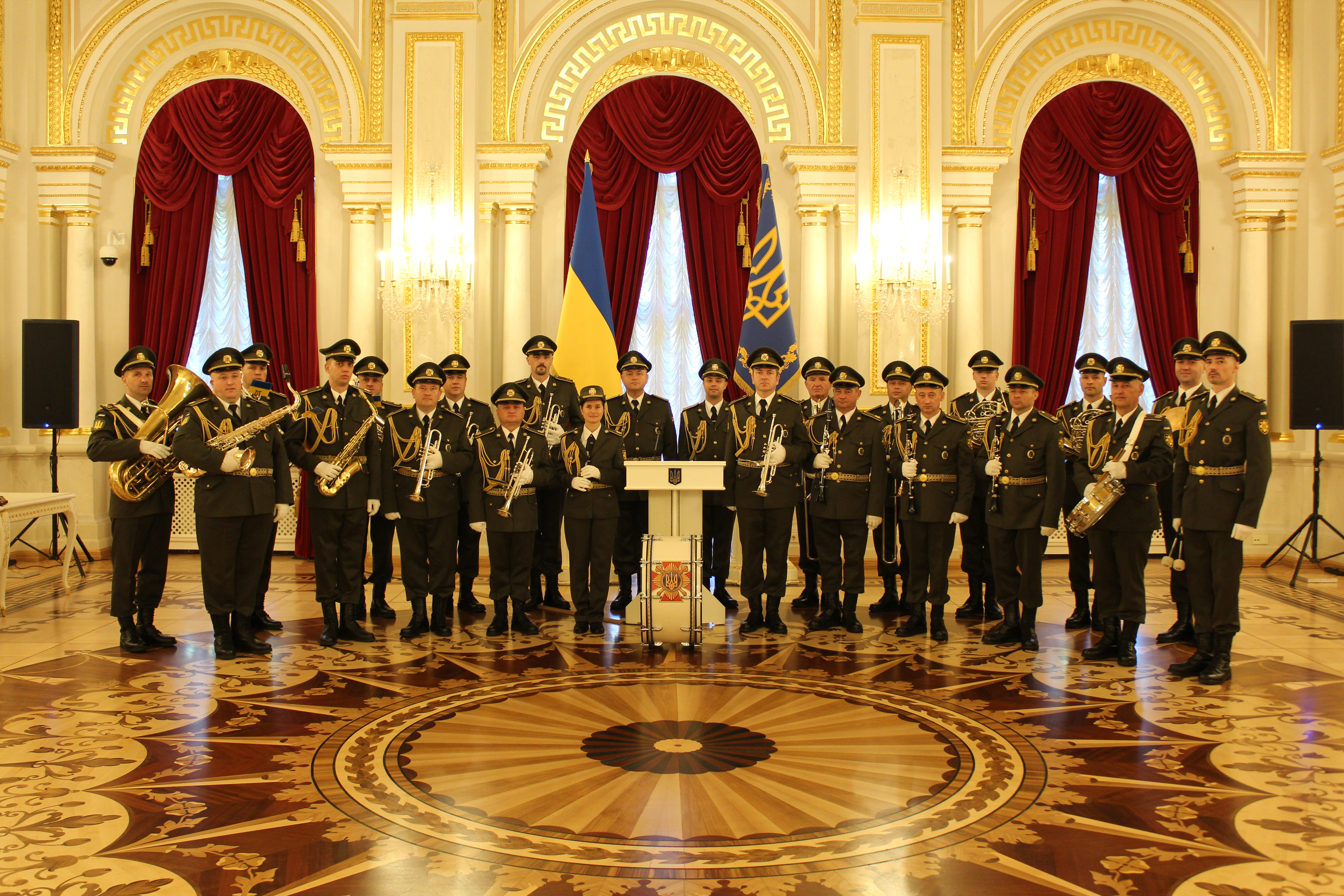
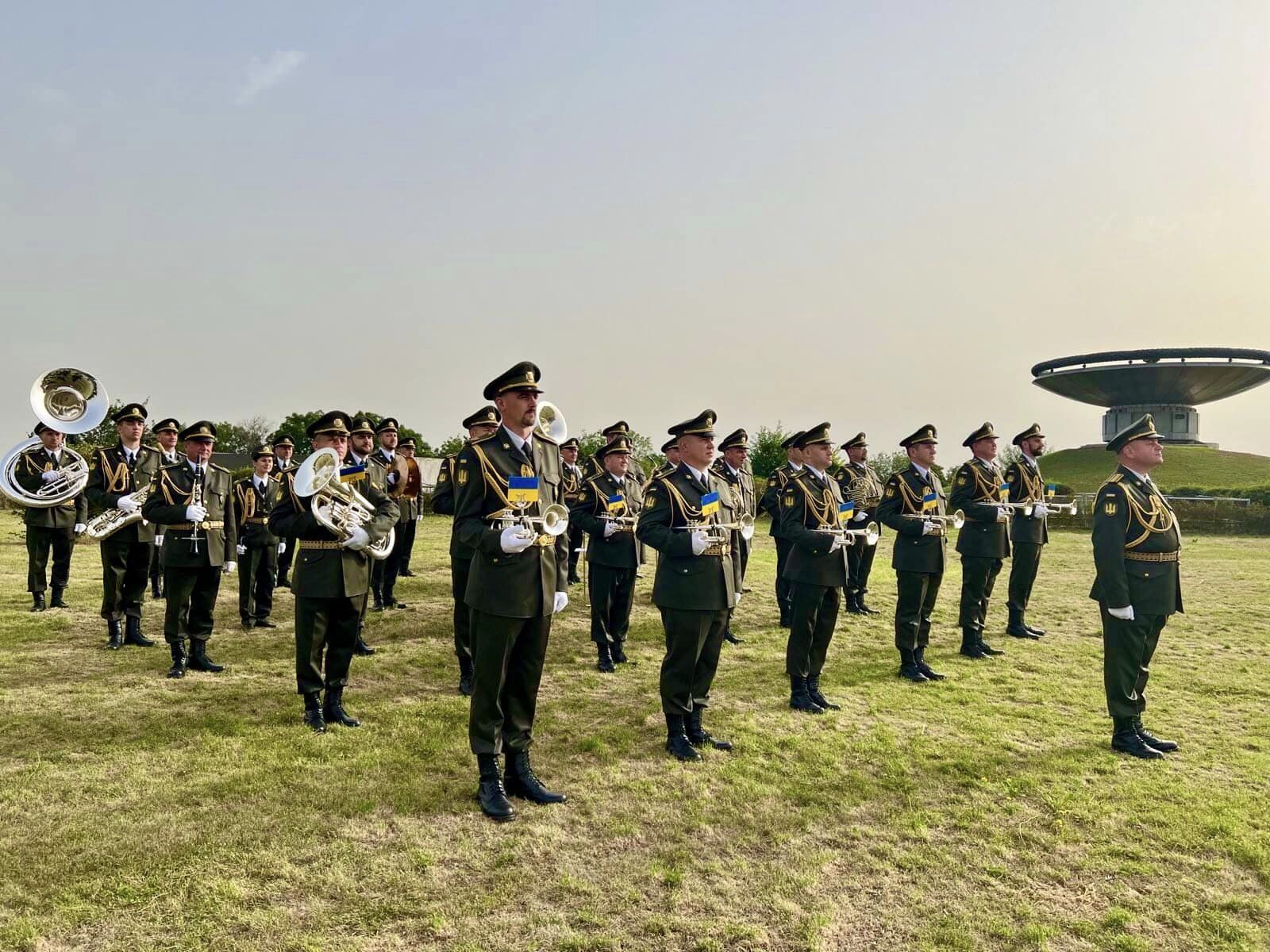
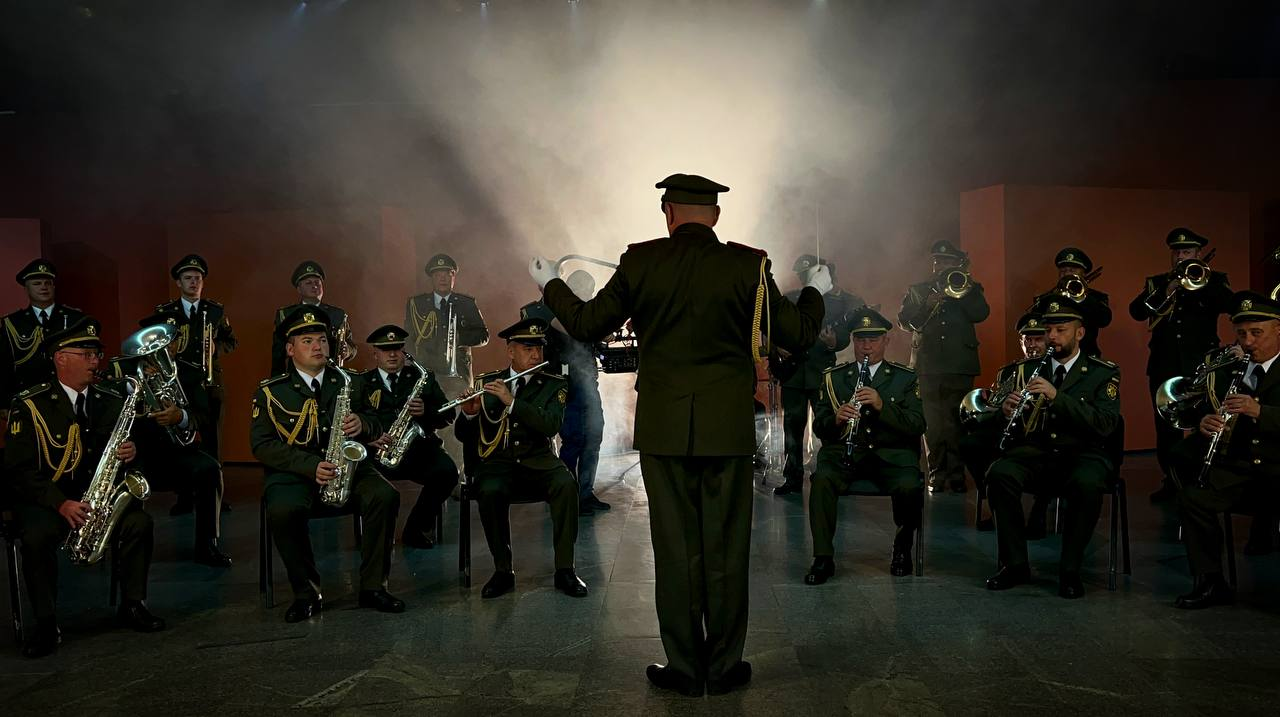
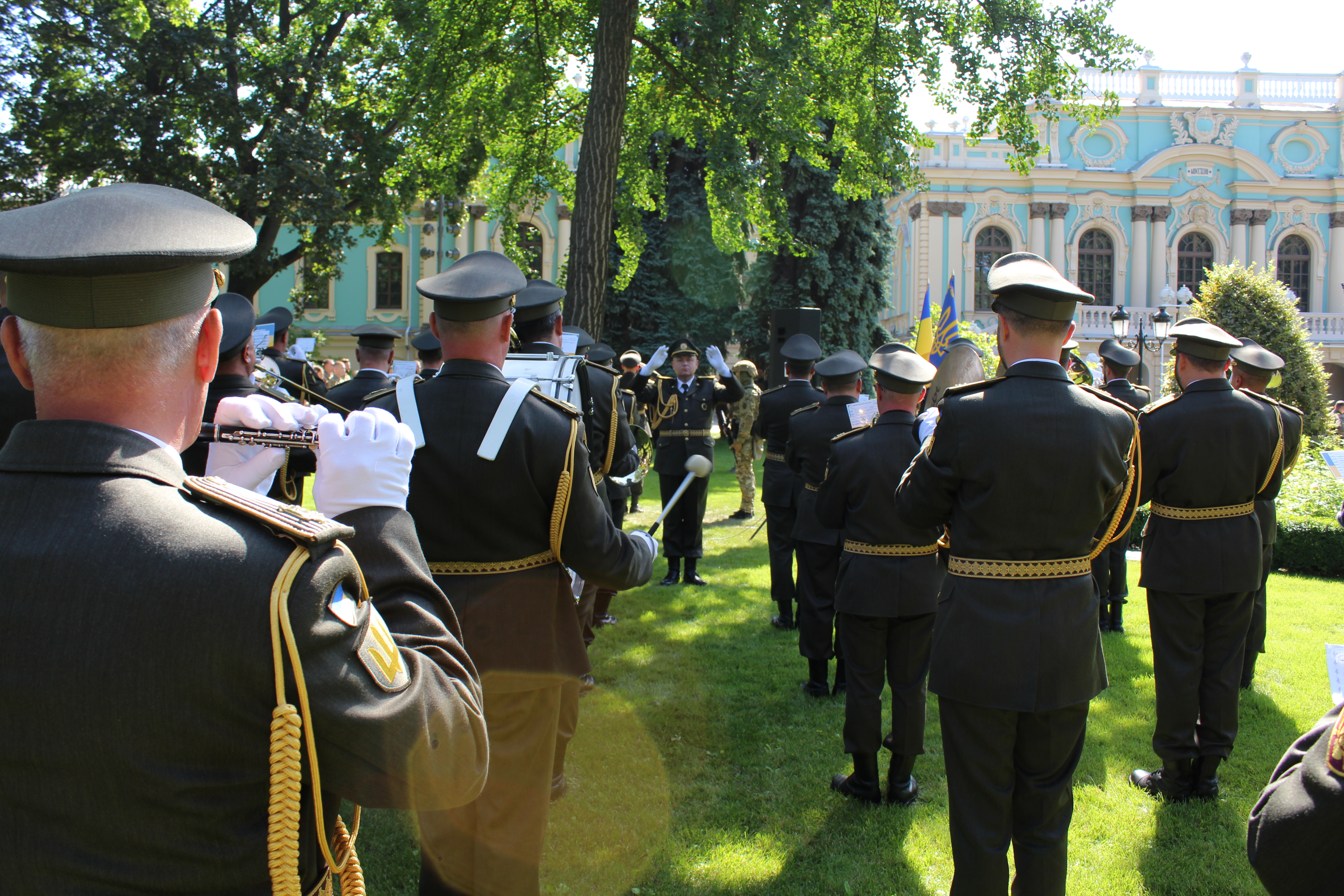

## Репертуар
У репертуарі оркестру є твори класиків та композиторів сучасності, різноманітна фольклорна та танцювальна музика. Музичний колектив — незмінний учасник військових парадів до Дня Незалежності України, Дня Перемоги, Дня визволення Києва.
Творча діяльність колективу спрямована на відродження й розвиток національної культури України. У репертуарі оркестру чільне місце посідають досягнення національного музичного мистецтва — класична спадщина, твори сучасних українських композиторів, обробки фольклору, а також кращі зразки світової музичної культури.